# Kondensor

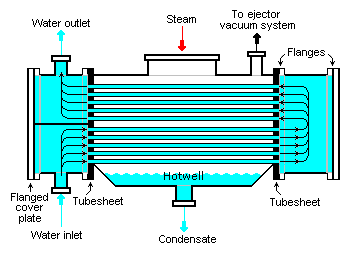
En principskiss av en termodynamisk kondensor som konstruerats för att kondensera vattenånga på vattenkylda rör. Det finns även ett utlopp till en vakuumpump som skall avlägsna andra gaser, såsom luft, som annars skulle hindra att vattenångan kondenserar effektivt.
Bilden kan göras mer korrekt: kondensorn ska luta lite åt höger, så att kondensvatten kan rinna åt höger- och mittenbaffeln måste ha en smal springa nedtill, så att kondensvattnet kan rinna ut till höger.

En kondensor är en anordning för kondensering, det vill säga där en gas övergår till vätska. En kondensor fungerar som en värmeväxlare, som har en stor yta för att få en effektiv överföring av termisk energi från det varma, kondenserade mediet till det medium som kyler kondensorn, i allmänhet havs- eller sjövatten eller utomhusluft.
För att ett ämne ska övergå från att vara gas till att bli vätska måste en stor mängd värme bortföras, det så kallade ångbildningsvärmet. Vid denna fasomvandling frigörs stora mängder termisk energi som överförs till den kalla sidan av kondensorn i form av värme.
En kondensor används både i system, då man vill ha ut värme och när man vill ha ut kyla, samt i system där man vill få ut mekaniskt arbete.
I ett luftkonditioneringssystem eller ett kylskåp är kondensorn den som lämnar av den "oönskade" värmen från det kylda objektet, medan det i ett värmepumpsystem är kondensorn som lämnar av den "önskade" värmen till objektet som ska värmas. I en ångmaskin/ångturbin är kondensorn komponenten som lämnar av den "oönskade" värmen vid en relativt låg temperatur.

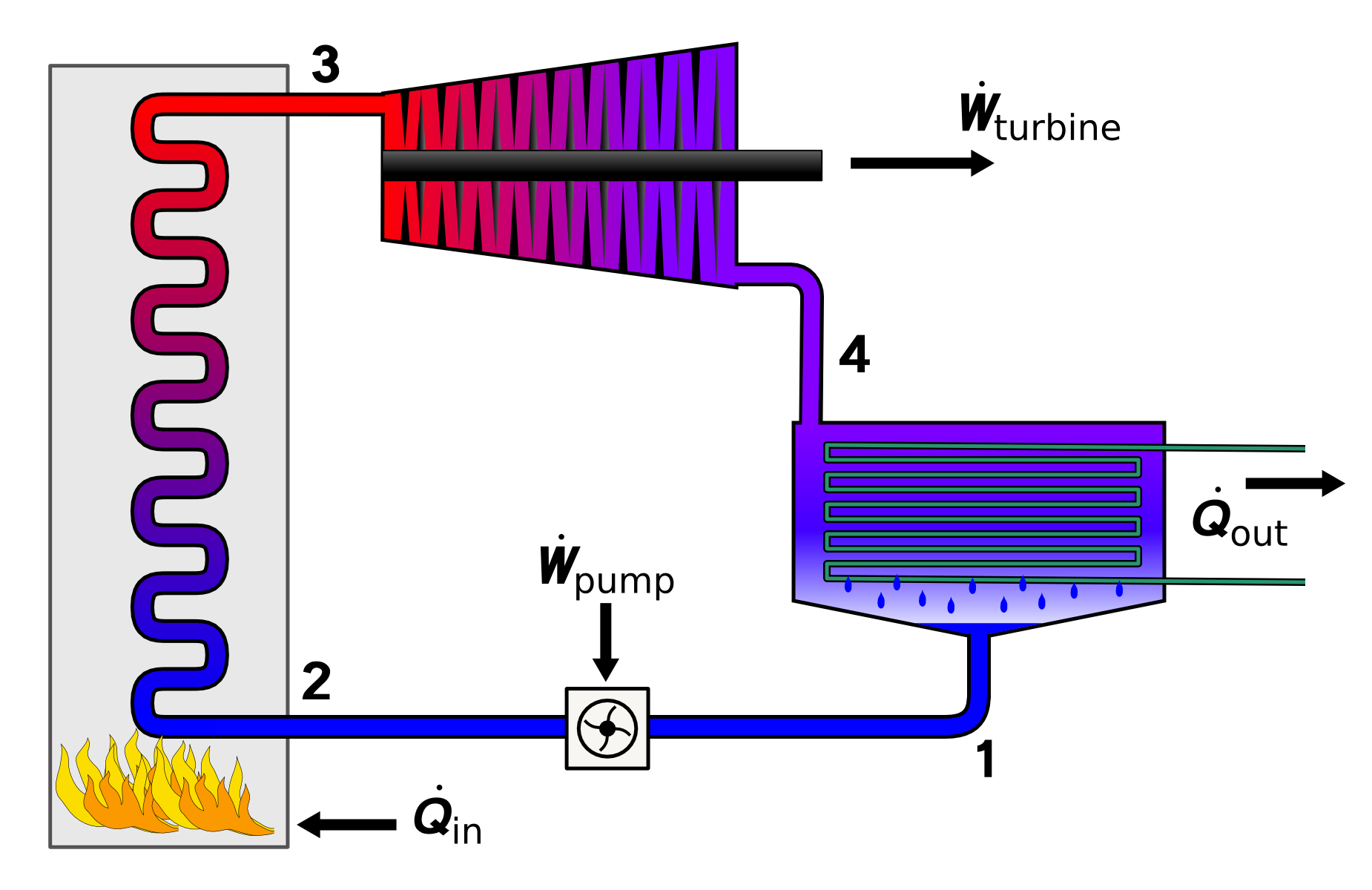
Skiss över de fyra huvudkomponenterna i en rankinecykel med ångpannan till vänster och kondensorn till höger

## Historik
Med James Watts uppfinning av kondensorn förbättrades verkningsgraden i ångprocessen vilket gav en lägre energiförbrukning och möjliggjorde att de första ångloken kunde byggas. En kondensor är därför ett nödvändigt inslag i en effektiv drift av ångmaskiner och dess införande blev en milstolpe i teknikhistorien .
James Watt använde till sina maskiner den enkelt konstruerade injektionskondensorn. I ett separat kärl bakom maskinens ångutlopp sprutas kallt vatten in. Ångan förflyktigas och efterlämnar ett nästan fullständigt vakuum. Detta vakuum gör det möjligt att bättre utnyttja den i ångan inneboende värmeenergin för att producera rörelseenergi. Injektionskondensorer används än idag, men de är väldigt sällsynta. Genom att det insprutade vattnet innehåller föroreningar blir det bildade kondensatet olämpligt att återföra till ångpannan.
Teoretiskt behandlas kondensorn som en komponent i en termodynamisk cykel som kallas rankinecykeln.

## Tillämpningar
Kondensorer finns bland annat i ångturbiner, värmepumpar, kylanläggningar och kondenskraftverk som alla arbetar med ånga. Vid exempelvis ett kustförlagt kärnkraftverk är det stora mängder havsvatten som kyler ångan från turbinerna. Kondensatet återförs sedan som så kallat matarvatten.

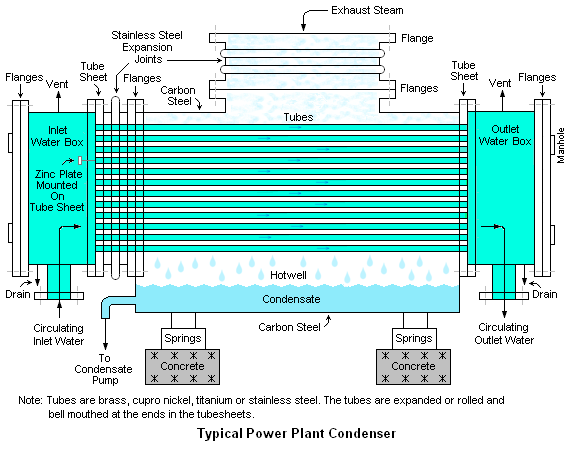
Tvärsnittsskiss av ett ångkraftverks kondensor för att kondensera utloppsångan från en ångturbin. I denna kondensor passerar kylvattnet bara en gång genom skalet med en stor öppning upptill som inlopp för utloppsångan och en värmesänka i botten, dit kondensvattnet droppar ned och samlas upp. Det cirkulerande kylvattnet återges i ljusgrönt och kondensatet är ljusblått.